# Дібрівка (Горлівський район)
Дібрі́вка — село Сніжнянської міської громади Горлівського району Донецької області, Україна. Населення становить 384 особи.

## Географія
Селом тече річка Дубровка.
Відстань до райцентру становить близько 107 км і проходить автошляхом Н21.
Землі села межують із територією с.Дякове Ровеньківського району Луганської області та Куйбишевським районом Ростовської області Росії
Унаслідок російської військової агресії із серпня 2014 р. Дібрівка перебуває на тимчасово окупованій території.

## Історія
Станом на 1873 рік у Дібрівсько-Новоселицькому селищі Дмитрівської волості Міуського округу Області Війська Донського мешкало 687 осіб, налічувалось 112 дворових господарств, 30 плугів, 83 коней, 121 пара волів, 559 овець.
За переписом 1897 року кількість мешканців зросла до 916 осіб (469 чоловічої статі та 447 — жіночої), з яких всі — православної віри.

### Російсько-українська війна
13 квітня 2014 року Рада національної безпеки та оборони України оголосила початок антитерористичної операції на сході України. Керівництво штабу АТО ухвалило рішення перекрити кордон з Російською Федерацією силами Збройних Сил України у найкоротший можливий термін, оскільки на той час сил Прикордонної служби України бракувало для протистояння бойовикам, які перетинали кордон на військовій техніці.
У перших числах червня РТГр 2-го батальйону 79-ї ОАЕМБр під командуванням майора Семена Колейника отримує задачу поставити переправу на річці Міус поблизу Кожевні. В населеному пункті Дмитрівка, через який з початку планувалось перекидання українських підрозділів, російські бойовики вже облаштували фортифікацію. За різними даними, там вже знаходились від однієї до двох РТГр супротивника з бойовими машинами та артилерією. Мости були заміновані на випадок вдалого штурму українських військових. Також було відомо, що на оборону даного пункту були відправлені російські військові.
Врахувавши ці перепони, командування штабу АТО вирішило не гаяти сили й часу на штурм добре захищених позицій і відправило підрозділи 79-ї ОАЕМБр до Кожевні, аби влаштувати там переправу та взяти під контроль панівні висоти, з яких була можливість прикривати вогнем колони, що рухались вздовж кордону.
Під час наведення переправи по десантниках був відкритий вогонь з табору «Блакитні скелі» (47°53′22″ пн. ш. 38°55′50″ сх. д. / 47.88944° пн. ш. 38.93056° сх. д.) під Дмитрівкою. Майор Колейник наказав розгорнути гаубичну батарею та розпочав придушення вогню супротивника. До другої половини дня переправа була наведена.
Після переправи РТГр Колейника через Міус, група рушила вперед. Розвідку їй забезпечувала група спецпризначення 3 оп СпП під командуванням Юрія Коваленко на двох БТР. Неподалік Дібровки група виявила засідку супротивника, зав'язався бій. Загинув один спецпризначенець, восьмеро отримали поранення, довелось викликати на допомогу два Мі-24, які завдали нищівного удару по бойовиках.
Для евакуації поранених та загиблого був викликаний Мі-8. Тоді вперше була помічена робота ПЗРК: був обстріляний штурмовик, який працював неподалік, але марно.
Десантники дістались Дібровки вже поночі, зайняли висоту 185, яка згодом стала відома як висота «Граніт» (47°55′6″ пн. ш. 39°3′56″ сх. д. / 47.91833° пн. ш. 39.06556° сх. д.).
Завдяки наведенню переправи та створення опорних пунктів на панівних висотах стало можливим перекидати через цей вузол війська й техніку вздовж державного кордону. При проході колон, при виникненні вогневого контакту із супротивником, у підрозділів, що перебували на висотах, вже були визначені планові цілі для артилерії, були організовані мобільні групи для підтримки колон.
27 липня 2014 року під час проведення батальйонно-тактичною групою операції зі знищення бойовиків поблизу села Дібрівка загинув старший сержант Олександр Книш. 28 липня старший сержант Трофімов Євген Юрійович біля Дібрівки виводив з оточення колону військових 79-ї бригади, перебував на першому БТРі. Бойовики із лісосмуги обстріляли колону, у бою Трофімов загинув — від осколкового поранення у шию.
15 серпня 2014 року в часі війни на сході України супротивник атакував колону забезпечення 79-ї бригади в Дібрівці. Під час бою зазнав смертельних поранень та загинув солдат Віталій Остяк.

## Населення
За даними перепису 2001 року населення села становило 384 особи, з них 74,74 % зазначили рідною українську мову, а 25,26 % — російську.